# Daniel Kiptum
Daniel Kiptum (1978) is een Keniaans atleet, die is gespecialiseerd in de marathon.

## Persoonlijke records
| Onderdeel      | Prestatie | Datum           | Plaats         |
| -------------- | --------- | --------------- | -------------- |
| halve marathon | 1:02.48   | 16 oktober 2010 | Beinwil am See |
| marathon       | 2:11.32   | 17 april 2011   | Zürich         |

## Palmares

### marathon
- 2008: 13e marathon van Zürich - 2:20.23
- 2010:  marathon van Zürich - 2:14.00
- 2011: 4e marathon van Zürich - 2:11.32